# 1911 no jornalismo
Nesta página encontrará referências aos acontecimentos directamente relacionados com o jornalismo ocorridos durante o ano de 1911.

## Nascimentos
| Data           | Nome          | Profissão                        | Nacionalidade                  | Observações | Ref |
| -------------- | ------------- | -------------------------------- | ------------------------------ | ----------- | --- |
| 5 de Outubro   | Flann O'Brien | jornalista, escritor e humorista | Reino Unido (Irlanda do Norte) | m. 1966     |     |
| 20 de novembro | David Seymour | fotojornalista                   | Polónia                        | m. 1956     |     |

## Mortes
| Data | Nome                    | Profissão                                   | Nacionalidade | Observações | Ref   |
| ---- | ----------------------- | ------------------------------------------- | ------------- | ----------- | ----- |
| (?)  | Alberto Braga           | jornalista e escritor                       | Portugal      | n. 1851     |       |
| ??   | António de Sousa Bastos | dramaturgo, empresário teatral e jornalista | Portugal      | n. 1844     | [ 1 ] |